# Baixas

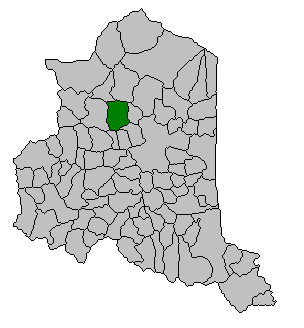
Localización de Baixas en la comarca del Rosellón.

Baixas es un municipio del departamento francés de los Pirineos Orientales situado en la comarca histórica del Rosellón en la Región de Occitania, entre el Têt y el Agly, y dedicado por completo al cultivo de la vid.
A sus habitantes se les conoce por el gentilicio de baixanenchs.

## Geografía

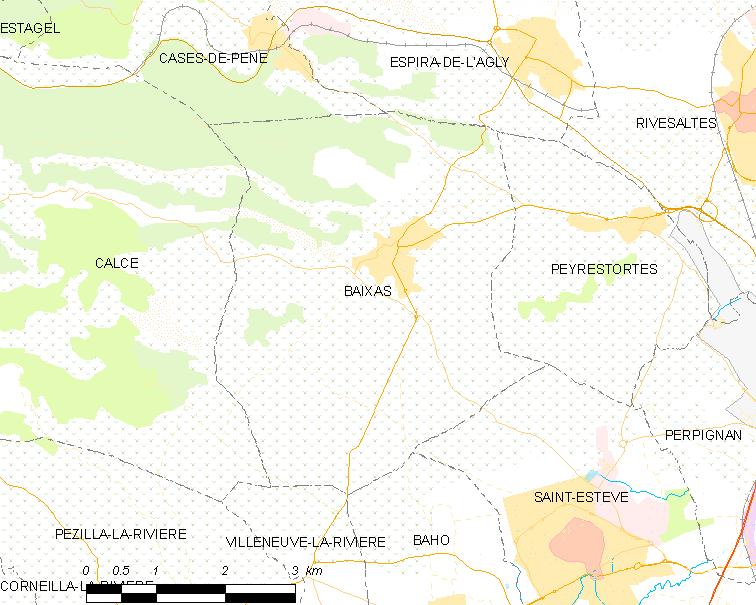
Situación de Baixas

## Historia
Durante el siglo IX Baixas perteneció al vizcondado de Narbona, pero su territorios fueron cedidos después a Elne. 
Desde el siglo XIX el cultivo de los viñedos y sus vinos fueron la fuente más importante de sus ingresos, pero a causa de la filoxera y del mildiu tanto la población como su economía decayeron de modo notable hasta 1954 año en el que tanto los habitantes como los viñedos empezaron  a recuperarse. 

## Gobierno y política

### Alcaldes
| Alcalde          | Período         |
| ---------------- | --------------- |
|                  |                 |
| Vaquer           | ?-junio de 1815 |
| Honoré Tarrieux  | Junio 1815-?    |
|                  |                 |
| Désiré Bobo      | 1896-1904       |
| Henri Thomas     | 1904-1919       |
| Jules Bonzoms    | 1919-1925       |
| Jacques Frigola  | 1925-1944       |
| Robert Cantier   | 1944-1947       |
| Georges Bobo     | 1947-1959       |
| Servais Bobo     | 1959-1971       |
| Robert Frigola   | 1971-1995       |
| Roger Torreilles | 1995-2001       |
| Gilles Foxonet   | 2001-           |

## Demografía
| 1995 | 2057 | 1969 | 2104 | 2027 | 2217 |
| Para los censos de 1962 a 1999 la población legal corresponde a la población sin duplicidades (Fuente: INSEE [Consultar]) |      |      |      |      |      |

## Lugares y monumentos
Cuenta con una espectacular iglesia reconstruida en el siglo XII y ampliada, considerablemente, en el siglo XIV, con un gran campanario cuadrangular construido con mármol de Baixas. Contiene un magnífico retablo realizado por Luis Generes.